# Denis Moutel
Denis Moutel (ur. 6 stycznia 1952 w Ancenis) – francuski duchowny katolicki, biskup Saint-Brieuc od 2010.

## Życiorys
Święcenia kapłańskie otrzymał 11 czerwca 1977 i został inkardynowany do diecezji Nantes. Przez wiele lat pracował jako duszpasterz parafialny i jako katecheta w liceach. W latach 1999–2003 był biskupim delegatem ds. duszpasterstwa młodzieży, zaś w kolejnych latach pełnił funkcję wikariusza generalnego diecezji.
20 sierpnia 2010 papież Benedykt XVI mianował go ordynariuszem diecezji Saint-Brieuc. Sakry biskupiej udzielił mu 10 października 2010 abp Pierre d’Ornellas.